# Internationaal Bureau voor de Vrede
Het Internationaal Bureau voor de Vrede (Bureau international de la paix of International Peace Bureau, IPB) is 's werelds oudste stichting die zich inzet voor vrede. Het IPB won in 1910 de Nobelprijs voor de Vrede.

## Ontstaan
Het IPB is opgericht naar aanleiding van het derde Vredescongres in Rome op 13 november 1891 door onder anderen Fredrik Bajer, die in 1908 de Nobelprijs voor de Vrede won. Destijds heette het bureau het Permanent International Peace Bureau, zo bleef het heten tot in 1912. Het hoofdkantoor werd in Bern gevestigd.
De eerste voorzitter was Fredrik Bajer, secretaris-generaal was Élie Ducommun (Nobelprijs in 1904).
Bertha von Suttner en enkele andere medewerkers kregen tsaar Nicolaas II zover dat hij in 1899 en 1907 het initiatief nam tot de Internationale Vredesconferenties in Den Haag.

## Nobelprijs
Het IPB kreeg in 1910 de Nobelprijs voor de Vrede. In de jaren hiervoor had al 6 keer een medewerker de Nobelprijs voor de Vrede ontvangen, namelijk:
- Frédéric Passy, lid (1901)
- Élie Ducommun, eerste secretaris-generaal (1902)
- Albert Gobat, tweede secretaris-generaal (1902)
- Bertha von Suttner, vicevoorzitter (1905)
- Ernesto Moneta, lid (1907)
- Fredrik Bajer, eerste voorzitter (1908)

Nadat het IPB de Nobelprijs ontving mochten nog 7 leden de prijs in ontvangst nemen, namelijk:
- Alfred Fried, lid (1911)
- Henri La Fontaine, voorzitter (1913)
- Ludwig Quidde, lid (1927)
- Philip Noel-Baker, vicevoorzitter (1959)
- Linus Pauling, vicevoorzitter (1962)
- Seán MacBride, voorzitter (1974)
- Alva Myrdal, vicevoorzitter (1982)